# Estimation (géostatistique)
En géostatistique, l'estimation est la prédiction à partir d'une variable régionalisée pour pallier une lacune d'information.

## Estimation globale
Une estimation globale consiste à proposer une formule a priori de l'estimateur (généralement la moyenne des mesures) et de sa variance.
La variance d'estimation s'exprime par :
{\displaystyle {\begin{aligned}{\sigma _{\mathrm {E} }}^{2}&={\frac {1}{[v]^{2}}}\int _{v}\int _{v}C\left(x-y\right)\mathrm {d} x\mathrm {d} y+{\frac {1}{N^{2}}}\sum _{i}\sum _{j}C\left(x_{i}-x_{j}\right)-{\frac {2}{N[v]}}\int _{v}\sum _{i}C\left(x_{i}-y\right)\mathrm {d} y\\\ &={\bar {C}}\left(v,v\right)+{\bar {C}}\left(v',v'\right)-2{\bar {C}}\left(v,v'\right)\end{aligned}}}
Dans les cas suivants, on suppose la géométrie connue (V connu). Quand cela n'est pas assuré, peuvent apparaître des effets de bord. Il peut être nécessaire de travailler alors en géostatistique transitive.

### Échantillonnage aléatoire pur
Si les échantillons sont implantés au hasard, indépendamment entre elles et uniformément dans le champ V à estimer, le problème revient à estimer {\displaystyle \scriptstyle Z_{V}={\frac {1}{V}}\int _{V}Z(x)\mathrm {d} x} par la moyenne {\displaystyle \scriptstyle {\frac {1}{N}}\sum _{i}Z(x_{i})}.
La variance d'estimation s'écrit à l'aide d'erreurs partielles Z(Xi)−ZV sous la forme : {\displaystyle {\sigma _{\mathrm {E} }}^{2}={\frac {1}{N^{2}}}\mathbf {Var} \left[\sum _{i}\left(Z\left(X_{i}\right)-Z_{V}\right)\right]}
Sous l'hypothèse stationnaire ou sous l'hypothèse intrinsèque sans dérive, la variance d'estimation s'écrit :
{\displaystyle {\sigma _{\mathrm {E} }}^{2}={\frac {1}{N}}\sigma ^{2}\left(o|V\right)}

### Échantillonnage aléatoire stratifié
Soit une partition vi, de volumes identiques v, du domaine à estimer V. Pour chaque sous-domaine est prélevé, indépendamment, un unique échantillon. La variance d'estimation est alors :
{\displaystyle {\sigma _{\mathrm {E} }}^{2}={\frac {1}{N}}\sigma ^{2}\left(0|v\right)}
Cette variance d'estimation est inférieure à celle du cas précédent.

### Maille régulière à implantation préférentielle
Soit une partition vi, de volumes identiques v, du domaine à estimer V. Pour chaque sous-domaine est prélevé, en son centre, un échantillon. La variance d'estimation apparaît comme la somme de trois composantes:
- terme de ligne : variance de l'erreur  commise en estimant un volume élémentaire par son échantillon central;
- terme de section : variance de l'erreur commise en estimant un plan par la moyenne pondérée des lignes qu'il contient;
- terme de tranche : variance de l'erreur commise en estimant le champ par la moyenne pondérée de ses sections.

La validité de ce principe de composition n'est pas forcée.
Une règle empirique est qu'un estimateur sera d'autant meilleur, si la fonction aléatoire très structurée, que les mesures seront régulièrement placées, et si la fonction aléatoire est peu structurée, qu'elles seront nombreuses.

## Estimation locale
Une estimation locale construit localement un estimateur à partir des données disponibles. En géostatistique linéaire, la quantité à estimer sera une fonctionnelle linéaire de la variable régionalisée ; de même, l'estimateur sera une combinaison linéaire des données, et l'erreur d'estimation une fonctionnelle linéaire sur la variable régionalisée. Les poids de la combinaison linéaire formant l'estimateur sont donnés par minimisation de la variance d'erreur. Cette estimation locale est dénommée krigeage.